# Antoine Clamaran
Antoine Clamaran (nacido en Neuilly-sur-Seine, Francia, el 18 de noviembre de 1964) es un DJ y productor de música house. En 2009, ocupó el puesto 96 en el ranking internacional de la revista DJmag.

## Biografía
Entusiasta del vinilo desde una edad temprana, empezó a mezclar en el Whisky à Gogo, de París, en 1982. A principios de los 90, su fama local lo llevó a ser contratado por FM Máxima, la principal estación de radio dance parisina en ese momento. Impresionado por su don de mezclar, Clamaran ganó una audiencia enorme y comenzó a ser observado con atención en diversas partes del mundo. Después de tocar en varios clubes parisinos, en 1992 la discoteca “Palace”, le ofreció una residencia junto a Laurent Garnier a la famosa "Gay Tea Dance" los domingos. Agradecido por la recepción de su nuevo público, dedicó su primera canción que llamó modestamente "GTD" (en honor a los eventos Gay Tea Dance). En combinación con su amigo Laurent Pautrat, Antoine continua produciendo y se hace cargo de la residencia de “Le Queen”, en el espacio denominado "Absolutly Fabulous", que más tarde se convirtió en "Overkitsch". Su talento como remixer es confirmada por una serie de remixes realizado para el álbum de remixes de Dalida producida por Orlando en 1996. Empieza a ser requeridos por una serie de artistas como Calvin Stone, Jean Michel Jarre, Gloria Estefan, Dead or Alive, Groove Man, DJ Fist, Tristan Garner, G-Rom, Charles Schillings, Sash! y, más recientemente, David Guetta y David Armstrong. Algunas de sus producciones fueron lanzadas bajo varios aliases como Carayca, 400HZ, D-Plac, LAC, The Night, Enchain y DJ Zebulon.
Después de años de carrera más de 20 años, Antoine es aún residente en FG Radio (en la noche del jueves y viernes) y con regularidad aparece respaldado sus producciones en grandes nombres de la escena como Boris Dlugosch, Pete Tong, Erick Morillo, DJ Vibe, Danny Rampling, Robbie Rivera entre otros. 
También crea su propia compañía discográfica, "Pool e Music" integrado por 19 sellos diferentes, incluyendo Congos, Fine-Tune, Ambassade, Vector, Voices, Unick, Discoball ou Academy ... (cada sello con su estilo propio)
Durante 1998 creó 3 producciones bajo el alias de Omega: "Dreaming Of A Better World", "Peace & Harmony", "The Mission". Todas estas pistas fueron disco de oro en Francia vendiendo alrededor de 250.000 unidades. En ese mismo año, Clap Productions (propiedad de Clamaran y Pautrat) se fusionaron con Penso Positivo (sello de otro famoso DJ francés: Claude Monnet).
En 1999, con "We Came To Party" en colaboración de Blue James, una de las vocalistas de Basement Jaxx, se convirtió en un suceso en las pistas de baile.
En 2002, Antoine decide lanzar su primer álbum de estudio titulado “Release Yourself” incluyendo algunas de sus principales producciones que antes sólo estaban disponibles en vinilo y algunas producciones originales. Descubrimos todos los ingredientes que han sido siempre la música de Antoine, ritmos pegadizos, sonidos latinos y tribal house.
Es elegido en 2005 como mejor DJ en Francia. Este premio confirma su lugar como Djing y le anima a perseguir su pasión.
En 2006, lanzó el título “Keep On Tryin” colaboración con el vocalista Emilie Chick de alta rotación en Fun Radio.
En 2008, Antoine se encarga de "Fun DJ Selection" (Fun Radio) junto a Laurent Wolf. En diciembre de 2008, lanzó el sencillo "Gold", incluido en su segundo álbum de estudio “Spotlight” que obtuvo buena repercusión en Francia alcanzando el puesto 20 de las ventas.
A fines de mayo de 2009, lanzó el segundo sencillo del álbum “Spotlight”: "Reach for the Stars". El remix de "Believe" (junto a Sandy Vee) de "Ministers De La Funk", se convirtió en la versión oficial. Este título se convirtió en uno de los temas más escuchados en Europa durante el verano de 2009.
El 29 de junio de 2009, lanza oficialmente su segundo álbum "Spotlight", coproducido con dos de sus mejores amigos Laurent Pautrat y Sandy Vee. Contiene 17 títulos. En este disco colaboran la cantante canadiense Lulu Hughes, Duane Harden (vocalista de Armand Van Helden en el éxito "You don't know me") Annie C. y Max'C. También coprodujo con su amigo desde hace varios años Joachim Garraud.
Colaboró en la producción del álbum Dreamer de la cantante española Soraya Arnelas, en la canción Live your dreams lanzado como sencillo en 2010.

## Discografía

### Álbumes
- 2088990 : “Release Yourself”
- 20034567890' : “Congos Tools Vol. 1”
- 204567890' : “Inside”
- 2009 : “Spotlight”

### Sencillos y EP
| - 1999: “Dr. Drum” (como Vibration Inc., junto a Laurent Pautrat) - 1999: “We Come To Party” (Feat. Blue James) - 1999: “The Discoland E.P.” - Do The Funk - Get Up - After - 1999: “Energy” (como The Night) - 1999: “Energy Part 2” (como The Night) - Trachade - What! - 2000: “Univers EP Part 1” - House EFX - Evolution Funk - 2000 : “Univers EP Part 2” - Univers - Five - 2000: “Get Up (como D-Plac, junto a Laurent Pautrat) - 2001: “Sensation” - Dance2 - Discover - 2001: “House Kiss” - 2001: “Sound Of Africa / Slowly” - 2001: “Superdrum Part. 1” - The Real Orgasm - Temaso - 2002: “Superdrum Part. 2” - My Heartbeat - So Sexy - 2002: “Release Yourself” - 2002: “Rituel” - Zumba é - Easy - Feel The Drum | - 2002: “Electro-Choc” - Choc - Darkust - 2002: “Supala” - Alert - In Da Jungle - Loop In Da Jungle - 2003: “Sexy Lady” - 2003: “Let's All Chant” - 2003: “Classika / My Old Piano” - 2003: “Colombia” - Medellín - Bogotá - 2004: “Feel It” - 2004: “Moved On You” (con Philippe B.) - 2004: “Decadence / Attraction” - 2004: “Zoo / Fever” - 2005: “Let's Get Together” - 2005: “Noise / I Feel Love” - 2006: “Atomic Control” (con Chris Kaeser) - 2006: “Keep On Tryin'”, con Émilie Chick (sample de Driver's Seat de Sniff 'n' the Tears) - 2006: “In My House” (con Philippe B.) - 2006: “Take Off” - 2006: “Dance 2” - 2006: “Landing” - 2007: “Give Some Love” (con Mario Ochoa & Lulu Hughes) - 2008: “One Week In Colombia” - Pereira Is Crazy - Minimal Drums @ Bogotá - Cali Is Burning - National Airport Of Medellín - 2008: “One Night In Tunis” (con Ray Caze Present Carayca) | - 2008: “Cancun Paradise” (con Tristan Garner) - 2008: “Get Down” - 2009: “Gold” (#20 FRA) - 2009: “Reach For The Stars” - 2009: “When The Sun Goes Down” - 2009: “Spotlight” - 2010: “Live your dreams” (feat. Soraya Arnelas) (#11 FRA) - 2011: “Stick Shift” (feat. Soraya Arnelas) - 2011: “A Deeper Love” (feat. David Esse & Lulu Hugues) - 2011: “Somebody Scream” (feat. Laurent Pautrat) - 2011: “The Tribe” - 2011: “Tell Me” (feat. Laurent Pautrat) - 2011: “Forever” (vs. Night Shift) - 2012: “Dr Drum 2012” - 2012: “Army On the Beach” (incluido en Juicy Compilation WMC 2012) - 2012: "Feeling You" (feat. Soraya Arnelas) - 2012: "Eclypse" (con David Esse & Grace Kim) - 2012: "Feel This Way" (feat. Rashelle) - 2012: “Atomic City” - 2012: “Back Again” (con Cutee B) - 2012: “Testnology” - 2013: “This Is My Goodbye” (feat. Fenja) |

### Remixes
| 1993 - Lyss – “Underground” - Les Copains D'Abord – “La Chenille” 1994 - Olivier Verse – “Factory” (400 Hz Remix) 1995 - Kid Creole – “Hold On” 1996 - Calvin Stones II – “Fonky Muzik” (400 Hz Remix) - Sash! – “Encore Une Fois” (A.C.D. Mix) - Dalida – “Là-Bas Dans Le Noir” - Shake – “Rien N'Est Plus Beau Que L'Amour” - Lana Davis – “Dance, Dance, Dance (Get On The Floor)” 1997 - House Train – “House Train” - Claudia Chin – “Reach Out For Love” (400 Hz Remix) - Gloria Estefan – “You'll Be Mine (Party Time)” (400 Hz Remix) - Jean-Michel Jarre – “Oxygene 8” - Dalida – “Salma Ya Salama / La Tumba” - Rick & Jay Cee – “Sweety” 1998 - Dealers De Funk – “New Jersey” - Shampale Cartier – “I Got A Man” (Paris Queen Mix) - Sweet Drop – “Human Nature” (Titanic Mix) - Claude François – “Danse Ma Vie” - Carole Valentino – “Can't Take My Eyes Off You” 1999 - Jark Prongo – “Movin Thru' Your System” (Natural Funky Mix) - Davidson – “All I Wanna Do” - Clap Productions – Get Up & Party” - Fizz – “Fizzyfonk” 2000 - The Rivera Project – “It's A Feeling” - The Groovelines – “Got To Dance Disco” - CZR Feat. Delano - “I Want You” (Universe Mix) - Samy K – “Take It Higher” - House Of Glass – “Disco Down” - Mal. Com – “Get The Best” - JJ – “Fame” - DJ Flex Feat Ken Norris – Good Feelin' - DJ O'Neil Feat Rudy – “Luv The Way” - Ken Curtis – “Give Me Your Time” - Le Pool – “Back in Time” - Haakoo – “RR Mix” 2001 - Street Preacherz – “Ill Concepts” - DJ Flex – “Love For U” - Sophie Ellis-Bextor – “Take Me Home” (Sensation Filtre Mix) - D-Plac – “Get It Up (It Doesn't Matter)” - Charlotte – “Feel So Good” - Aaron Flower – “Fly Away” 2002 - Bob Sinclar – “The Beat Goes On” - Grant Phabao – “Tub” - Britney Spears – “Anticipating” - David Guetta Feat. Chris Willis – “Love, Don't Let Me Go” - Robbie Rivera vs. Billy Paul W – “Sex” - Leila Konig & Laurent Neto Present DJ Rage – “Waiting” 2003 - Dave Armstrong – “Make Your Move” - DJ Flex – “Amazing” - Smooth & J – “Get Naked” - Bob Sinclar – “Kiss My Eyes” - Lee-Cabrera Feat. Alex Cartañá – “Shake It (Move A Little Closer)” - David Guetta – “Give Me Something” (Fonkyfunk Mix) - JJ Flores & Steve Smooth Feat. Delano – “Release” - Leslie Feat. Magic System & Sweety – “On N'sait Jamais” | 2004 - ZuHouse Rockers – “Power (Donna Is Calling)” - Hatiras – “Money Shot” - David Guetta feat. Chris Willis & Moné – “Money” - David Guetta feat. JD Davis – “The World Is Mine” - Dukes Of Sluca – “Don't Stop” - Gadjo Feat. Alexandra Prince – “So Many Times” - Mischa Daniëls – “Can't Hide Now, Baby! / Out Of Control” - Alex Neri – “Housetrack” - Benassi Bros. Feat. Paul French – “Memory Of Love” - Matteo DiMarr Feat. Flipside – “Freak The Frequency” - Sébastien Boumati & Hugo Annello – “Frequency” - JJ Flores & Steve Smooth – “The Ride” - Melvin Reese – “Beautiful Woman” (Decadence Remix) 2005 - Richard Grey Presents Gate 54 – “What A Feeling” - Jembelatine – “Damelo” - Shapeshifters – “Back To Basics” - Da Skunk – “Hot Box” - Kash vs. Doktor – “Africa” - Alma Matris – “Circuito” - Da Hool – “Meet Her At The Loveparade” - Bob Sinclar Feat. Gary "Nesta" Pine – “Love Generation” - Julien R – “Touch Your Love” - Robin M & DJ Fedde Le Grand Feat. MC Gee – “The Vibe” - Marky Star – “Buy This Record” - DJ DLG – “The Drums” - Romain Curtis – “Losing Love” - Jennifer Lopez – “Waiting For Tonight” 2006 - Cloud 9 – “How Shall I Rock Thee?” - JD Davis – “Bocca.” - Eddie Thoneick & Kurd Maverick – “Love Sensation 2006” - Hype Active – “Playing (Make My Body Boogie)” - Diego Ray – “Let The Deejay” - Cevin Fisher – “Boosty Your Metabolism” - Yohanne Simon – “Facha Part 2” 2007 - Eddie Thoneick Feat. Bonse – “Together As One” - John Modena vs Sebastiano Brizi – “To The Beat” 2008 - Denis The Menace & Big World – “Fired Up” - Sebastien Drums, Rolf Dyman – “I Just Want To Be” - Christophe Willem – “September” - Sandy Vee & Fred Pellichero – “Back To The Jungle” 2009 - Ministers De-La-Funk Feat. Jocelyn Brown – “Believe” (Ministers De-La-Funk vs Antoine Clamaran & Sandy Vee Mix) - Laurent Pautrat feat Orelia – “Change Your Mind” - French Poison – “Bubble” (Antoine Clamaran & Tristan Garner Mix) 2010 - Tristan Garner & Gregori Klosman – “Fuckin Down” - Erick Morillo, Harry Romero & Jose Nunez ft Jessica Eve – “Dancin'” - Robbie Rivera feat. Rooster & Peralta – “Move Move 2010” - Kelly Rowland – “Forever And A Day” - Desaparecidos – “Together And Forever” - Roger Sánchez & Far East Movement Ft. Kanobby – “2Gether” (Blacktron & Antoine Clamaran Re-Edit) - Flash Republic – “Danger” 2011 - RLP & Barbara Tucker – “R.E.S.P.E.C.T” - Abel Ramos feat. Rozalla – “Where Is The Love” - Delerium – “Silence” (David Esse & Antoine Clamaran Remix) - Am Sud – “Collegiala” - TV Rock & Hook N Sling Feat. Rudy – “Diamonds In The Sky” 2012: - Yass & Jay Sebag – “Lonely” - Vladimir K – “Bub” - Etienne Ozborne feat. Paula B. – “Been A Long Time” - Cutee B feat. Jarell Perry – “Fantasy” - Zoë Badwi – “Shoot Me Down” |